# Руденко, Олег Степанович
Олег Степанович Руденко (род. 7 ноября 1933, Казахская ССР) — украинский советский партийный деятель, 2-й секретарь Ворошиловградского обкома КПУ. Депутат Верховного Совета УССР 9-го созыва. Член ЦК КПУ в 1976—1990 гг.

## Биография
С 1949 года — рабочий хлебокомбината, рабочий строительного участка управления «Спецстрой» города Дятьково Брянской области РСФСР.
Член КПСС с 1953 года.
Образование высшее. Окончил Харьковский горный институт.
В 1958—1969 г. — помощник начальника участка, секретарь партийного комитета шахты имени Мельникова треста «Лисичанскуголь» Луганской области, 1-й секретарь Краснодонского районного комитета КПУ, 1-й секретарь Краснодонского городского комитета КПУ Луганской области.
18 ноября 1969 — 25 июля 1972 г. — секретарь Луганского областного комитета КПУ.
25 июля 1972—1978 г. — 2-й секретарь Луганского (Ворошиловградского) областного комитета КПУ.
С 1978 года — ответственный организатор отдела организационно-партийной и кадровой работы ЦК КПУ; инспектор ЦК КПУ.
Потом — на пенсии в городе Киеве.

## Награды
- Орден Ленина (1966)
- Орден Октябрьской Революции (1976)
- Орден Трудового Красного Знамени (25.08.1971)
- медали